# Хмелёв, Олег Петрович
Олег Петрович Хмелёв (17.03.1972, Западно-Казахстанская область) — заместитель начальника 2-й пограничной заставы Группы пограничных войск РФ в Таджикистане.

## Биография
Родился 17 марта 1972 года в городе Уральске Западно-Казахстанской области, воспитывался бабушкой. Окончил школу в с. Дарьинское Зелёновского района. Был секретарем комсомольской организации школы, увлекался спортом (баскетбол, рукопашный бой) и участвовал в различных районных и республиканских соревнованиях. Тренер-инструктор по рукопашному бою. В 1989 году поступил в Омское высшее общевойсковое командное училище. По окончании училища в июле 1993 г. был назначен заместителем начальника 2-й пограничной заставы 29-го пограничного отряда Забайкальского пограничного округа.
С августа 1993 года служил заместителем начальника резервной заставы 1-й пограничной комендатуры в 117-м пограничном отряде в Республике Таджикистан. В апреле 1994 года остался на вторую командировку и был переведён в ДШМГ Московского пограничного отряда (начальник 2-й заставы к-н Разумовский Д., Герой Российской Федерации с 2004 г., начальник 3-й заставы ст. л-т Медведев Д., Герой Российской Федерации с 2006 г., начальник 1-й заставы ст. л-т Мерзликин А. Герой Российской Федерации с 1993 г.).
18 августа 1994 года в результате нападения афганских исламистов-моджахедов на временный пограничный пост «Тург» и после героической гибели в бою заместителя начальника по работе с личным составом 3-й погранзаставы лейтенанта Вячеслава Токарева, младшего сержанта контрактной службы Николая Смирновым и рядового Сергея Пенькова, по приказу начальника погранотряда подполковника Василия Масюка командование пограничным постом взял на себя лейтенант Хмелёв О.П. В ходе боя вызвал огонь на себя и лично корректировал огонь артиллерии. В результате боя на таджикско-афганской границе был удержан важный узел охраны и обороны Московского пограничного отряда на участке 12-й погранзаставы.
Одновременно с атакой на ВПП "Тург" духи атаковали ВПП "Меркурий" (высота 1501,1). Там двенадцать пограничников под командованием заместителя начальника по работе с личным составом 12-й погранзаставы старшего лейтенанта Сергея Медведева сдерживали нападение шестидесяти исламистов.
За мужество и героизм, проявленные в боевых действиях на территории Республики Таджикистан, Указом Президента Российской Федерации № 1965 от 3 октября 1994 года лейтенанту Хмелёву Олегу Петровичу было присвоено звание Героя Российской Федерации. Этим же указом за проявленный героизм на высоте Тург удостоены звания Героя Российской Федерации заместитель начальника по работе с личным составом 3-й погранзаставы лейтенант Вячеслав Токарев (посмертно), заместитель начальника по работе с личным составом 12-й погранзаставы Медведев С.Ю., командир отделения младший сержант Николай Смирнов (посмертно) и снайпер рядовой Олег Козлов. Все остальные 18 пограничников были награждены боевыми орденами и медалями.
В 1998 году окончил Академию Пограничной службы Российской Федерации. Продолжил службу в пограничных войсках России на различных руководящих должностях, участвовал в миротворческой миссии ООН в Югославии 2001-2003 гг. (провинция Косово и Метохия) и миссии ОБСЕ в Грузии 2004-2006 гг.
В 2012 году уволен в запас. В этом же году окончил РАНХ и ГС при Президенте РФ. 
До декабря 2018 г. работал заместителем генерального директора по безопасности в российской авиакомпании, обществе с ограниченной ответственностью «Северный ветер» NordwindAirlines, базирующейся в аэропорту «Внуково». С начала 2019 года работает в Московском государственном университете технологий и управления им. К.Г. Разумовского директором организационно-административного департамента.
Полковник запаса с 2012 года, женат и воспитывает четверых детей.
Живёт в городе Красногорске Московской области.